# Frans Schols
Franciscus Gerardus Lambertus Leonardus (Frans) Schols (Schinnen, 12 januari 1926 - Den Haag, 24 januari 2000) was een Nederlandse bestuurder.
Schols, lid van de KVP studeerde na het gymnasium eerst twee jaar filosofie in Rolduc. Daarna studeerde hij politieke en sociale wetenschappen aan de Katholieke Universiteit Nijmegen. Hij onderbrak zijn studie om zes maanden lang de jeugdproblematiek in de Verenigde Staten te bestuderen. Daarna studeerde hij in Nijmegen af in 1956. 

Hij begon zijn loopbaan bij het Wit-Gele Kruis en werkte korte tijd bij de Vereniging van Nederlandse Gemeenten (VNG).

## Maasbree
In 1960 werd hij benoemd tot burgemeester van Maasbree. In die periode was hij o.a. voorzitter van de Diocesane Jeugdraad.

In 1961 bestond Fanfare St.Aldegondis 50 jaar. Om dit te vieren stelde burgemeester Schols voor een breugeliaans feest te organiseren, zoals hij eerder in Limburg had meegemaakt. De gemeente bood het feest aan. Het is nog steeds een jaarlijks feest, bekend onder de naam Ossefeesten, omdat er op de markt altijd een os gebraden wordt.

## Venray
In 1968 volgde zijn benoeming tot burgemeester van Venray. Het was een kerngemeente, waar hij zich sterk maakte voor de industriële ontwikkelingen. Bestuurlijk was hij o.a. actief in de provinciale en lokale geestelijke gezondheidszorg {G.G.Z.).

## Den Haag
In 1975 werd hij benoemd tot burgemeester van Den Haag als opvolger van Victor Marijnen. Schols werd in 1981 herbenoemd. Bij zijn aftreden werd hij benoemd tot ereburger van de gemeente Den Haag.
- Biografisch Portaal: 03736170
- International Standard Name Identifier: 0000 0003 8893 5267
- Nederlandse Thesaurus van Auteursnamen: 322817994
- Parlement.com: vg09lm0ad8xj
- Virtual International Authority File: 282185039